# Tony Ward (styliste)
Pour les articles homonymes, voir Tony Ward (homonymie) et Ward.
 (mai 2022).
L'article doit être relu — et modifié si nécessaire — par des contributeurs indépendants pour apporter un regard critique aux contributions effectuées en violation des conditions d'utilisation de Wikipédia, tant sur la forme (notamment concernant le style encyclopédique, la proportionnalité) que sur le fond (la neutralité de point de vue, la qualité et l'indépendance des sources).
Antoine Ward, surnommé Tony Ward (en arabe : طوني ورد), né à Beyrouth le 27 mars 1970, est un couturier et styliste libano-italien.
Ses collections sont présentes dans plus de 60 boutiques haut de gamme à travers le monde.

## Biographie
Son père, Elie Ward, qui établit son entreprise en 1952, était un couturier réputé à Beyrouth. Tony Ward grandit durant la guerre civile à Achrafieh. Il passait son temps entouré de beaux tissus dans l'atelier de son père, se familiarisant avec le métier.
Il part ensuite vivre en France pour poursuivre dans le domaine de la mode. Avec peu d'argent en poche, il multiplie les petits travaux pour payer son séjour. Il décroche un poste à la maison de couture Lanvin. Claude Montana lui finance ses études à l'École de la Chambre Syndicale de la Couture Parisienne. Pendant sept ans, Tony Ward a étudié et travaillé dans des maisons de couture connues, en particulier avec Karl Lagerfeld chez Chloé et Gianfranco Ferré chez Christian Dior.
Il ouvre son propre atelier et sa maison de couture à Beyrouth en 1997, où il produit et expose ses premières pièces. Il présente sa première collection beyrouthine intitulée Eden à Rome en 2003. Après avoir célébré le 60e anniversaire de la fondation de son atelier familial, le styliste emménage dans ses nouveaux locaux à Achrafieh le long de l'Avenue Hôtel-Dieu à Beyrouth. Le siège de la maison regroupe la boutique, les ateliers, les salons de couture, dans un immeuble moderne conçu par l'architecte Alphonse Kai.
En 2007, il ouvre une boutique à Moscou. Tony Ward est le premier styliste et couturier international à exporter une ligne de vêtements en Russie alors que le reste des couturiers se concentrent sur les pays du Golfe[réf. nécessaire]. En 2013, il présente sa collection Frozen Memories à Moscou au Mercedes-Benz Fashion Week. Les mannequins étaient des candidates de Miss Univers 2013, elles ont toutes porté les robes de Tony Ward Couture.
En 2008, sa marque débute une ligne de prêt-à-porter de luxe, il se spécialise ensuite dans le marché du prêt-à-porter des robes de mariées. Après 10 ans de défilés à Rome durant les Semaines de la mode italiennes, Tony Ward décide de présenter ses collections à Paris,.
En 2014, le designer a été choisi pour habiller les 12 finalistes de l'élection de Miss France 2015. Le créateur a choisi les robes de soirée en tulle aérien pour habiller les candidates. Lors de l'événement, Miss France 2015 Camille Cerf et Miss France 2010 Malika Menard portaient également des vêtements de marque Tony Ward,,.

## Style
Tony Ward crée du prêt-à-porter, et des collections de robes de mariées.
Son nom de famille arabe Ward signifiant Rose, il utilise les fleurs dans tous ses modèles avec des techniques différentes: soit peintes à la main, soit brodées, soit en 3D.